# Plaszow
Plaszow (Płaszów) – niemiecki nazistowski obóz pracy przymusowej na terenie Krakowa (niem. Zwangsarbeitslager Plaszow des SS- und Polizeiführers im Distrikt Krakau), później przekształcony w obóz koncentracyjny (niem. Konzentrationslager Plaszow bei Krakau).
Dla upamiętnienia dawnego obozu został utworzony oddział Muzeum Krakowa pod nazwą Pracownia Muzeum-Miejsce Pamięci KL Plaszow, a następnie, w 2021 roku, zostało utworzone oddzielne Muzeum – Miejsce Pamięci KL Plaszow w Krakowie. Niemiecki nazistowski obóz pracy i obóz koncentracyjny (1942–1945), współprowadzone przez miasto Kraków i przez ministra właściwego dla spraw kultury i dziedzictwa narodowego. Na terenie poobozowym znajduje się wystawa plenerowa „KL Plaszow. Miejsce po, miejsce bez”.

## Historia
Obóz został założony dla ludności żydowskiej ze zlikwidowanego 14 marca 1943 krakowskiego getta, na terenie Podgórza i Woli Duchackiej. Powstał jesienią 1942 na terenach dwóch żydowskich cmentarzy z 1887 i 1932, przy ul. Abrahama 3 i przy ul. Jerozolimskiej 25. Objął w pierwszej fazie istnienia w sumie powierzchnię ok. 5 ha.
W lipcu 1943 r. Niemcy utworzyli obóz pracy wychowawczej dla Polaków. Przetrzymywano w nim mieszkańców Krakowa oraz ofiary pacyfikacji miejscowości podkrakowskich. Jednym z komendantów obozu był SS-Hauptsturmführer Amon Göth.
W późniejszym okresie teren obozu został powiększony do 80 hektarów, a liczba więźniów z początkowych dwóch osiągnęła stan ponad 20 tysięcy, mieszkających i pracujących w 200 różnego rodzaju budynkach i barakach. Na terenie obozu szyto mundury (zakłady Madritsch), drukowano dokumenty, rozkazy i inne druki władz hitlerowskich. W obozie znajdowały się warsztaty samochodowe, elektryczne, stolarskie, ślusarskie i liczne inne. Filie obozu funkcjonowały przy większych zakładach przemysłowych; była wśród nich znana z filmu Lista Schindlera Fabryka Naczyń Emaliowanych, własność Oskara Schindlera.
Przez obóz Plaszow przeszło prawdopodobnie około 40 tysięcy więźniów, głównie z Małopolski, a także z Węgier i Słowacji.
W styczniu 1944 obóz pracy przymusowej został przekształcony w obóz koncentracyjny (niem. Konzentrationslager Plaszow bei Krakau), przez pewien czas mającym swoje filie, m.in. w Wieliczce i w Mielcu. W czasie likwidacji przez Niemców gett w różnych miastach Polski do obozu wysyłano transporty Żydów. Dokonywano tam również masowych egzekucji więźniów, m.in. z podległego gestapo krakowskiego więzienia Montelupich – przy granicach cmentarnego starego cmentarza żydowskiego, na tzw. Hujowej Górce i C-Dołku (obecnie znajduje się tam pomnik Ofiar Faszyzmu w Krakowie).
Pod koniec 1943 przygotowywano plany budowy komór gazowych i krematoriów, ale nigdy ich nie zrealizowano. Kiedy jesienią 1944 Niemcy przystąpili do likwidacji obozu więźniów wysyłano do obozów, w których czynne były komory i krematoria – głównie do Auschwitz-Birkenau i do Stutthofu. Ostatnia grupa więźniów Plaszow została skierowana pieszo do Auschwitz Birkenau 14 stycznia 1945.
Wśród nielicznych ocalonych więźniów znajduje się 1100 krakowskich Żydów z tzw. „listy Schindlera”, a także wieloletni przewodniczący Gminy Wyznaniowej Żydowskiej w Krakowie Tadeusz Jakubowicz.
Komendant obozu Amon Göth został aresztowany we wrześniu 1944 przez władze niemieckie pod zarzutem korupcji i łamania regulaminów (ale nie pod zarzutem morderstwa bądź innych przestępstw przeciw osadzonym w obozie więźniom). Zwolniony z powodu choroby w styczniu 1945 pojechał do sanatorium, gdzie po zakończeniu wojny aresztowali go Amerykanie. Jako zbrodniarza wojennego przekazali go Polsce, gdzie został oskarżony o ludobójstwo, osądzony przez Najwyższy Trybunał Narodowy, skazany na śmierć i powieszony w Krakowie 13 września 1946.

## Upamiętnienie
Przez wiele lat teren dawnego obozu pozostawał miejscem słabo oznakowanym, nieobecnym w powszechnej świadomości mieszkańców Krakowa, kojarzonym m.in. jako miejsce o charakterze parkowym. W 2017 w ramach projektu Opracowania studium dot. opieki nad krakowskimi miejscami pamięci z KL Płaszów jako częścią Trasy Pamięci MHK na terenie poobozowym ustawiona została wystawa plenerowa składająca się z 19 tablic. Na tablicach prezentowane są archiwalne zdjęcia, relacje więźniów oraz informacje historyczne przybliżające historie ludzi oraz obiektów.
W 2020 rada miasta Krakowa, na wniosek prezydenta miasta, powołała nową instytucję kultury – Muzeum KL Plaszow. Część planów urzędu miasta wywołała opór ze strony mieszkańców zainteresowanych zielonym charakterem tego terenu. Protesty wzbudził m.in. pomysł wygrodzenia terenu elementami o wysokości 1,8 metra oraz planowanej wycinki ok. 300 drzew – petycję w tej sprawie podpisało ok. 12 tys. mieszkańców. W listopadzie 2021 odbyła się pikieta mieszkańców przeciwko wycince kilkuset drzew na działce przewidzianej pod budowę parkingu i jednego z budynków przyszłego muzeum.
W 2022 przeprowadzona została społeczna akcja oznakowania naturalnymi barwnikami granic dwóch przedwojennych cmentarzy żydowskich. W tym samym roku rozstrzygnięty został konkurs na aranżację plastyczną wystawy stałej przyszłej przestrzeni muzealnej na terenie dawnego KL Plaszow.

### Pomniki
Na terenie dawnego obozu znajdują się m.in. następujące pomniki:
- pomnik Ofiar Faszyzmu (1964);
- pomnik poświęcony węgierskim Żydówkom (2000);
- pomnik upamiętniający granatowych policjantów – żołnierzy AK, rozstrzelanych przez Niemców na przełomie lat 1943–1944 (2012)[15].

## Galeria

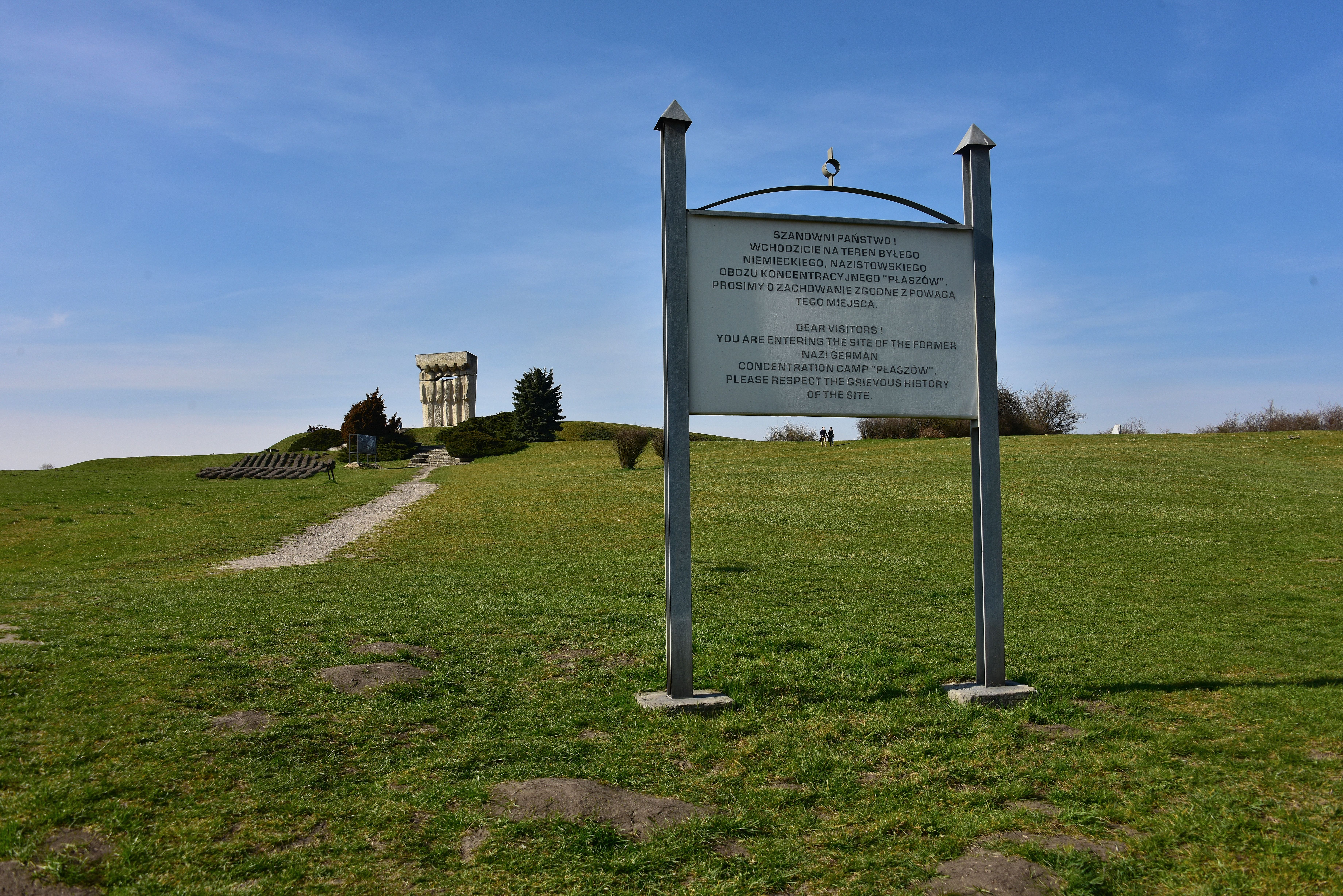
Wejście na teren obozu od strony ul. Kamieńskiego, widoczny pomnik Ofiar Faszyzmu
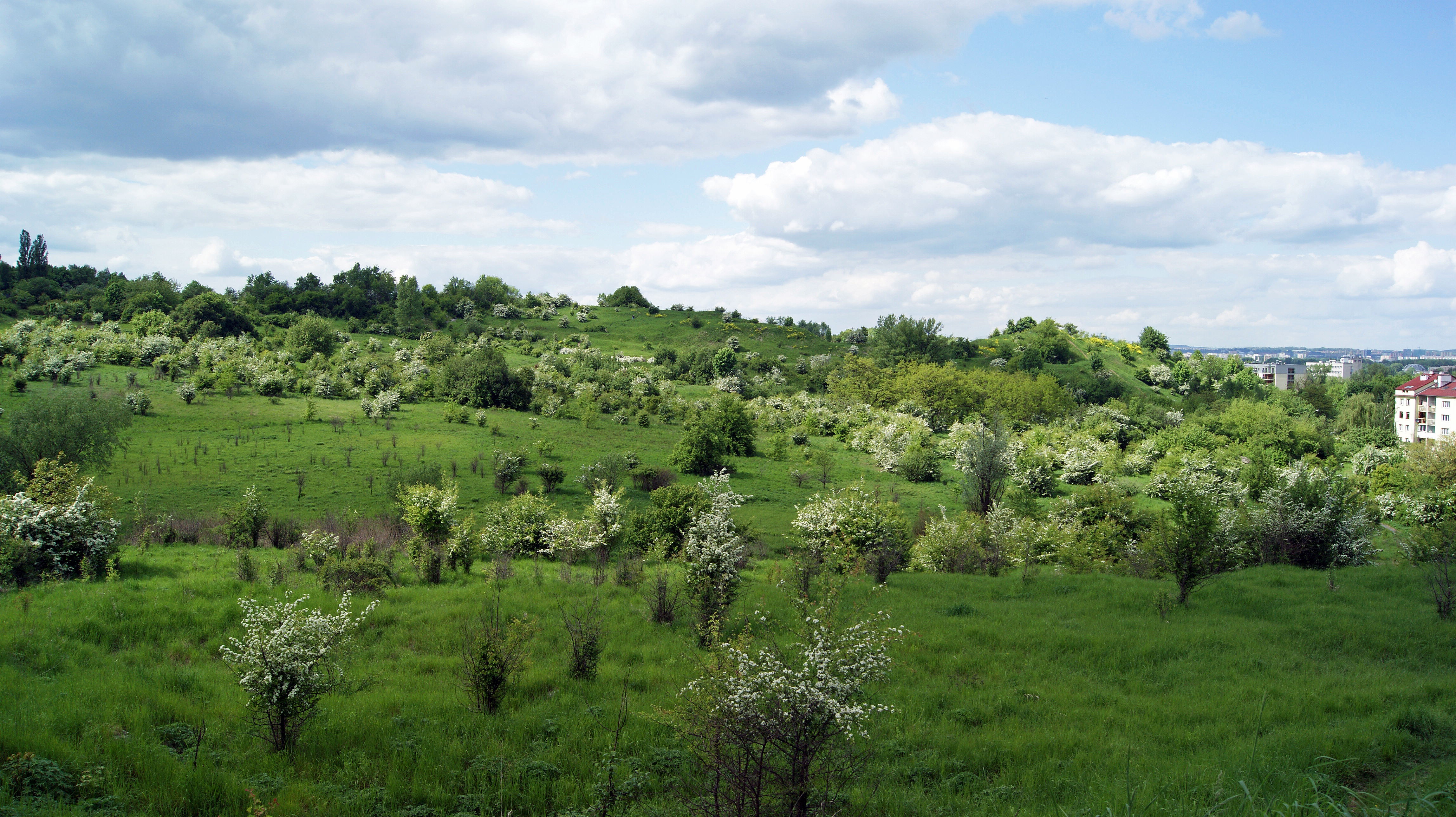
Nowy żydowski cmentarz podgórski w dolinie, wyżej stary cmentarz żydowski. Po lewej znajdował się plac apelowy.
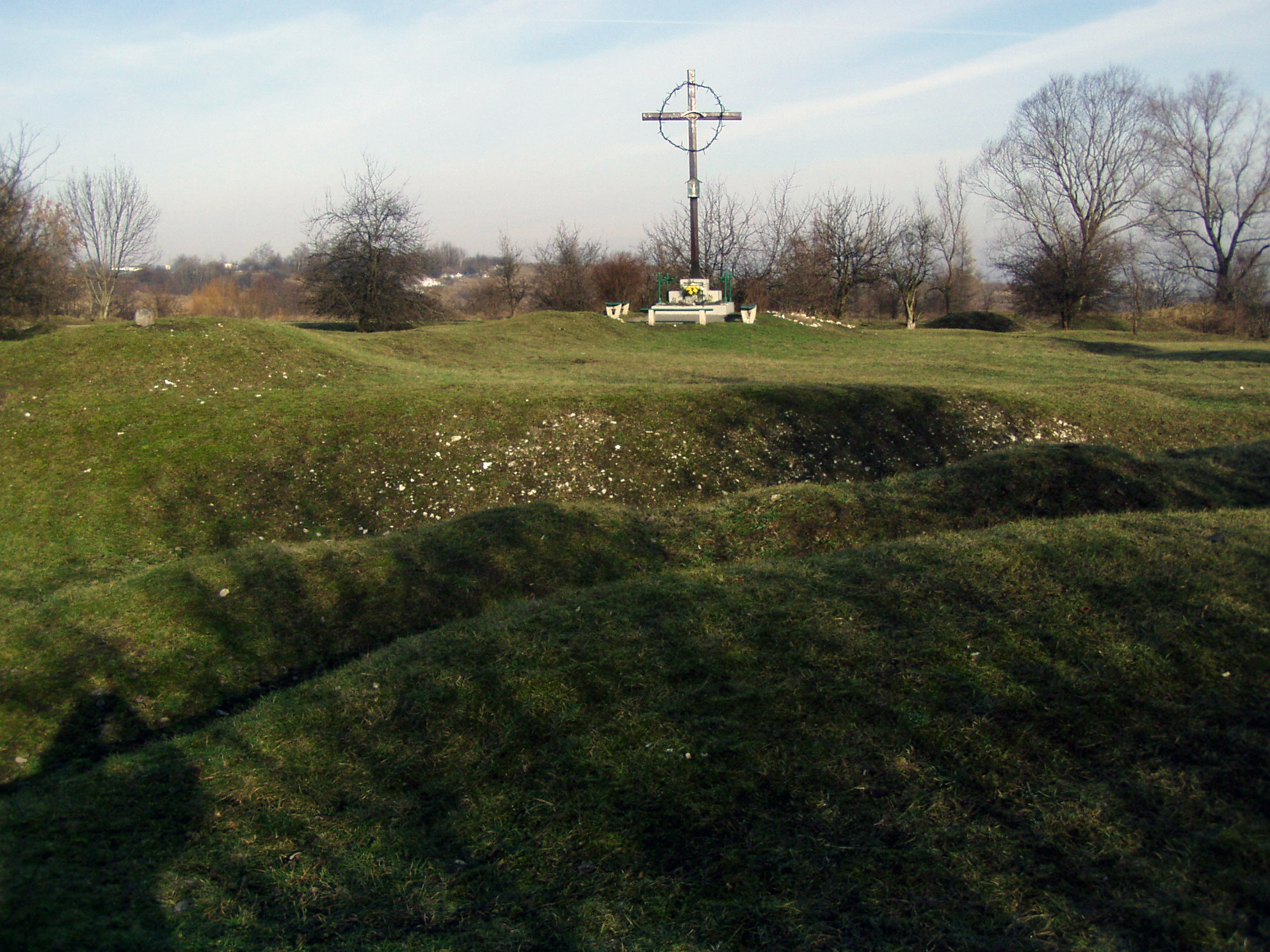
Miejsce straceń Hujowa Górka
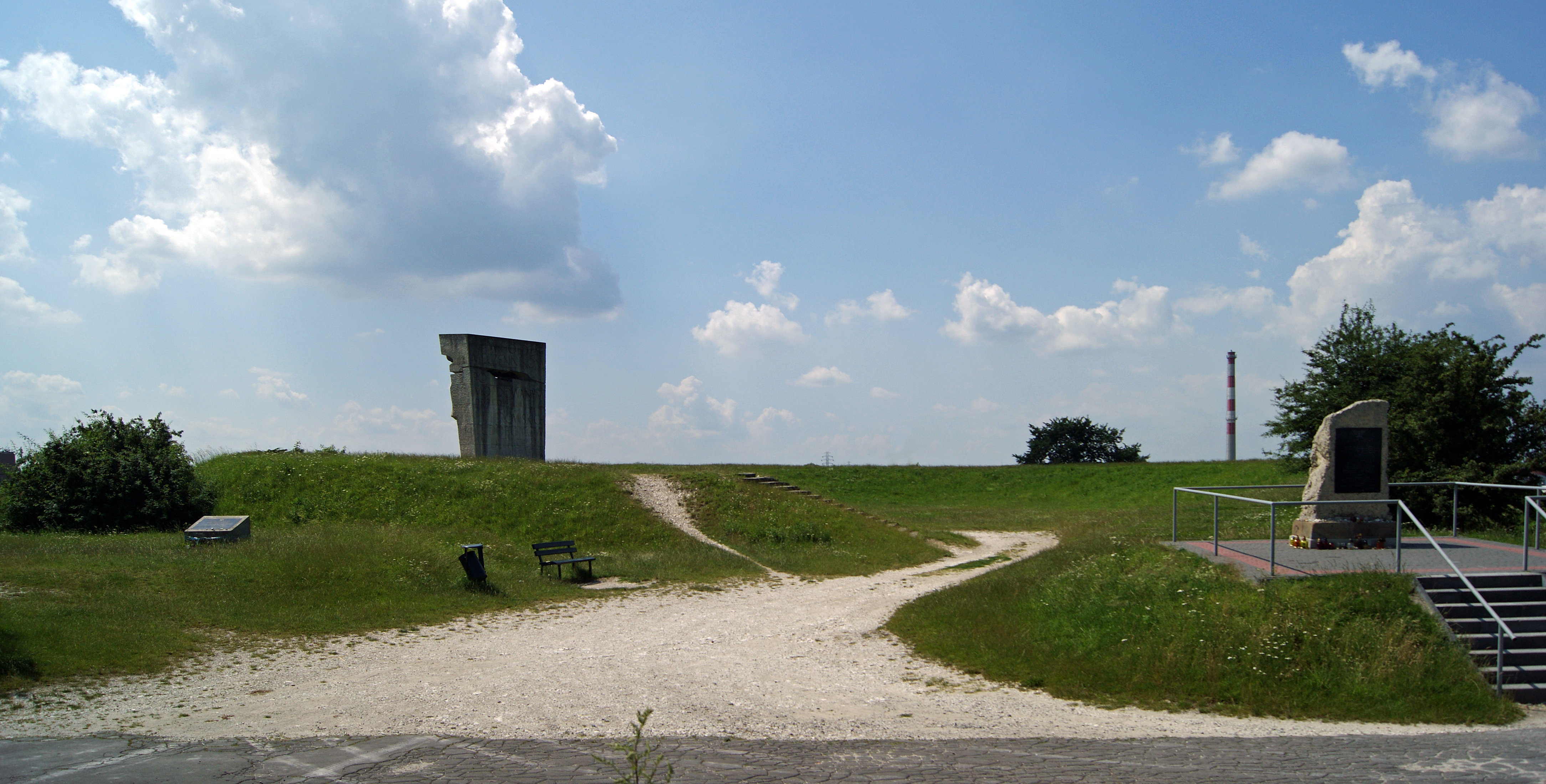
Miejsce straceń – C-Dołek Od lewej pomniki upamiętniające: węgierskie Żydówki, ofiary faszyzmu, węgierskich i polskich Żydów.
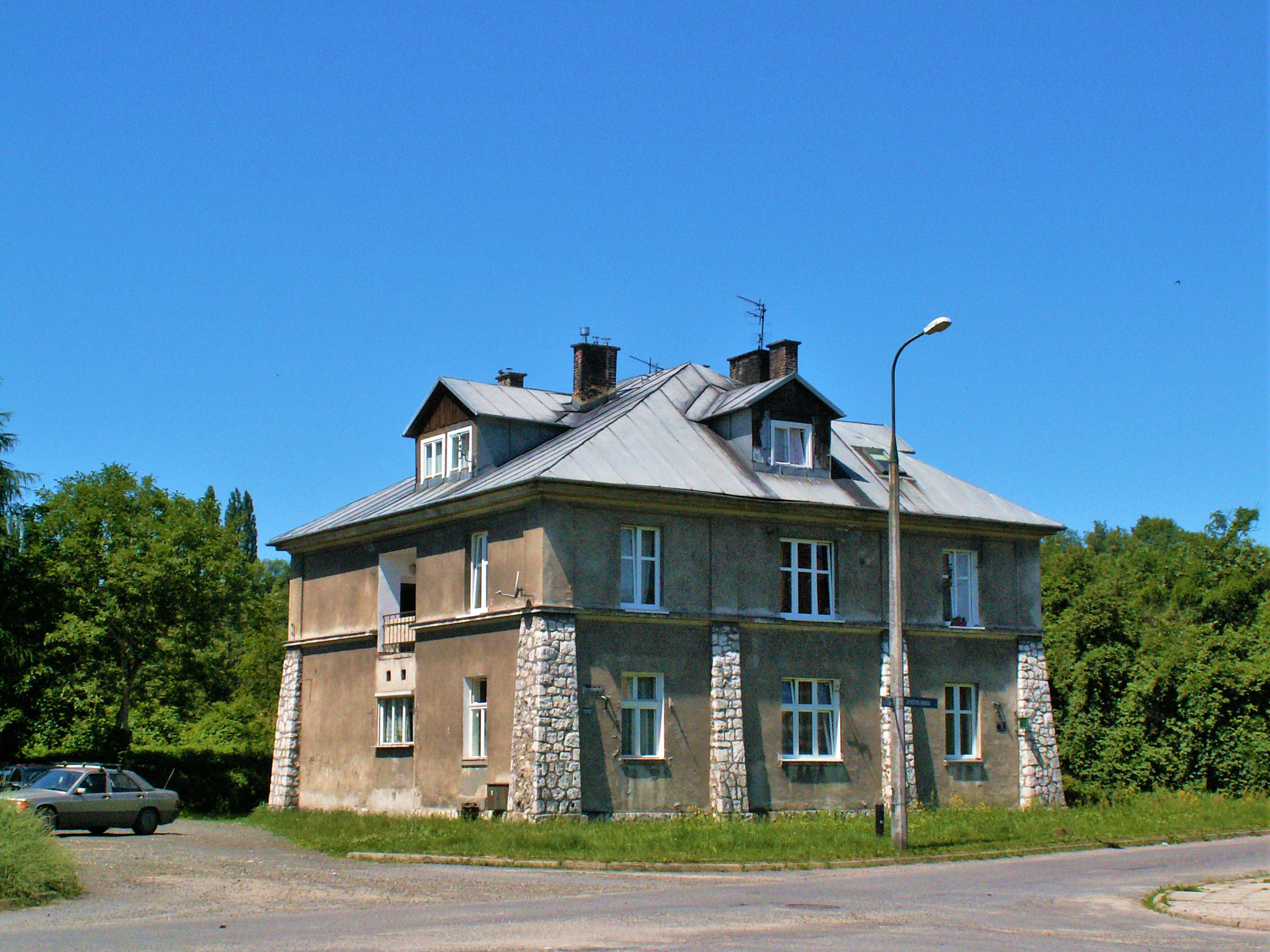
Szary Dom, dawny karcer obozowy
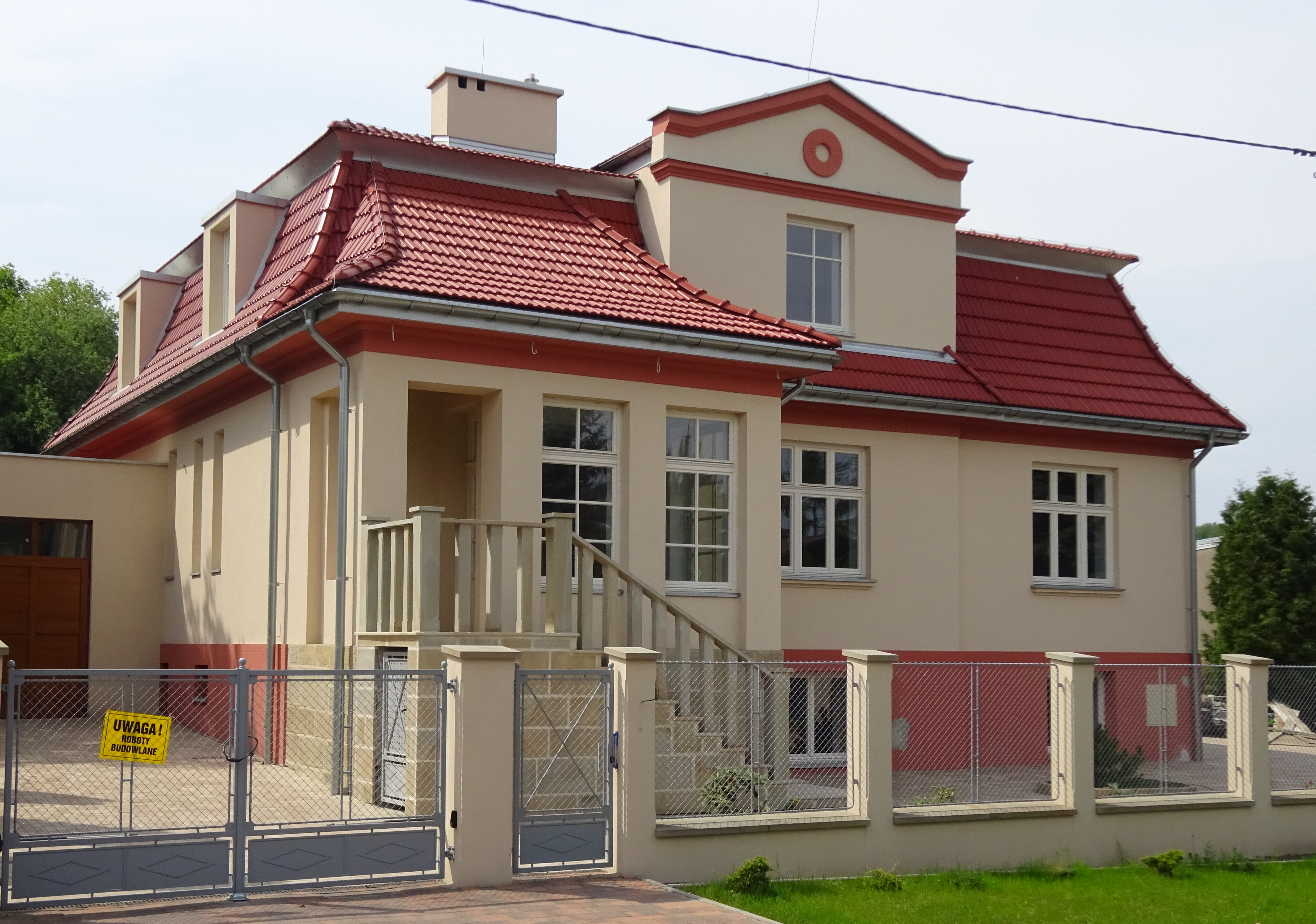
Willa komendanta obozu Amona Götha
- Pomnik Ofiar Faszyzmu (wideo)